# 小室哲哉 Radio Digitalian
小室哲哉 Radio Digitalian（こむろてつや・レディオ・デジタリアン）はJFN系列で放送されていたラジオ番組である。

## 番組概要
2012年の春まで放送されていた「RADIO SESSIONS 小室哲哉 Digitalian」の後任番組としてリニューアルしてスタート。月1回から週1回に変わり、放送時間も1時間から30分になった。RADIO SESSIONでは小室哲哉に関する楽曲だけが流れていたが、今回は巷で流行っている楽曲などもオンエア。またその楽曲に対して小室哲哉独自の視点で斬り込んでいく。

## パーソナリティ
- 小室哲哉

## ネット局
- FM秋田
- FM山形
- FM栃木
- FMぐんま
- TOKYO FM (2014年1月10日をもって放送終了。)
- FM NIIGATA
- e-radio
- FM OSAKA
- FMY
- FM大分
- FM熊本
- FM宮崎

## コーナー
TK CHECK
最近リリースされた洋邦新曲のなかからディレクターの辻がピックアップし、この場で小室が曲を聴いて評論するコーナー。
TK ONE
これまで小室が手掛けた楽曲を1曲ピックアップし、当時の制作秘話や思い出話を語るコーナー。リスナーからのリクエストも採用されることがある。
メールコーナー
番組に寄せられたリスナーからの質問に小室が答えるコーナー。
TK MUSIC CHEF
不定期コーナー。スマートフォンのアプリ「music chef」で小室哲哉が選んだ楽曲の中から選曲し、小室自から解説するコーナー。
SUMMER SONIC SPECIAL
夏の野外イベント『SUMMER SONIC』に小室が出演した際に行われたコーナー。同イベントに出演する洋楽アーティストをピックアップし、小室が解説する。
This is TM NETWORK SPECIAL
2013年の７月20・21日に開催されたライブ『TM NETWORK FINAL MISSION -start investigation-』の公演後に行われたコーナー。会場に訪れたファンの感想コメントや、ライブの裏話が明かされた。